# Conophyma baludzhianum
Conophyma baludzhianum är en insektsart som beskrevs av Leo L. Mishchenko 1946. Conophyma baludzhianum ingår i släktet Conophyma och familjen Dericorythidae. Inga underarter finns listade i Catalogue of Life.